# André Giot de Badet
André Giot de Badet, también conocido como Andrés Giot (Escos, Francia, 30 de junio de 1891 - Clamart, Francia, 7 de abril de 1977), fue un músico francés. Vivía en la ciudad de Montevideo, Uruguay.

## Biografía
Hijo de Perfecto Giot, un acaudalado francés, dueño de extensas propiedades y fundador de la futura Villa Colón, y de Margarita Badet.
Fue amigo cercano de Delmira Agustini, poeta y autora literaria, que vivía en Sayago, un lugar cercano a Colón. Según algunos autores este vínculo podría haber estado relacionado con el asesinato de la poeta a manos de su esposo, Enrique Job Reyes.
Viajaba constantemente a Francia y allí trabó amistad con la cantante estadounidense Joséphine Baker, quien visitó varias veces la quinta de Villa Colón que Andrés heredó de su padre. 
Mientras realizaba composiciones musicales recibía ayuda económica del arquitecto y empresario Humberto Pittamiglio.
Según expresa Mercedes Vigil en uno de sus libros, Pittamiglio y Andrés mantenían una relación amorosa, que se prolongó durante varios años, aunque esta versión no se ha podido comprobar.
Existe una calle de Montevideo que lleva su nombre, Andrés, la cual nace en Margarita, denominada así en homenaje a su madre, y continúa hasta la que fuera la entrada original de la antigua Granja Giot en Colón.
- Datos: Q2848839